# Mustafa Abdul Jalil
Mustafa Mohamed Abud Al Jeleil (àrab: مصطفى محمد عبد الجليل, Muṣṭafà Muḥammad ʿAbd al-Jalīl; la darrera part del nom és transcrita també Abdul-Jelil, Abdul-Jalil, Abdel-Jalil o Abdeljalil) (Al Bayda', 1952) és un polític libi.
Va ser ministre de defensa durant el règim de Moammar al-Gaddafi entre els anys 2007 i 2011. A l'inicí de la Revolució líbia de 2011 va mostrar el seu desacord amb el règim va presidir el Consell Nacional de Transició amb seu a Trípoli entre 2011 i fins a la seva dissolució el 2012.